# Colette Régis
Yvonne Artigues dite Colette Régis, née le 23 octobre 1893 à Brive-la-Gaillarde et morte en son domicile le 23 octobre 1978 dans le 17e arrondissement de Paris, jour de ses 85 ans, est une actrice française. 
Spécialisée dans les emplois de femmes autoritaires et revêches, elle a transcendé ses compositions par un grain d'excentricité.

## Filmographie

### Cinéma
- 1937 : La Tragédie impériale de Marcel L'Herbier
- 1937 : J'étais une aventurière de Raymond Bernard
- 1938 : La Bête humaine de Jean Renoir
- 1938 : Trois Valses de Ludwig Berger
- 1939 : Trois de Saint-Cyr de Jean-Paul Paulin
- 1939 : De Mayerling à Sarajevo de Max Ophüls
- 1941 : Volpone de Maurice Tourneur
- 1941 : Le briseur de chaînes / Mamouret de Jacques Daniel-Norman
- 1941 : Caprices de Léo Joannon
- 1941 : Mademoiselle swing de Richard Pottier
- 1941 : Ne bougez plus de Pierre Caron
- 1941 : Les Corrupteurs de Pierre Ramelot - court métrage -
- 1941 : Huit Hommes dans un château de Richard Pottier
- 1941 : La Main du diable de Maurice Tourneur
- 1941 : Picpus de Richard Pottier
- 1943 : Le Carrefour des enfants perdus de Léo Joannon
- 1943 : Le Secret de madame Clapain d'André Berthomieu
- 1943 : Travailleurs de France de Serge Griboff - court métrage -
- 1943 : Le Val d'enfer de Maurice Tourneur
- 1946 : La Kermesse rouge de Paul Mesnier
- 1946 : Martin Roumagnac de Georges Lacombe
- 1947 : Le Bataillon du ciel d'Alexandre Esway : la mère supérieure
- 1947 : Miroir de Raymond Lamy
- 1947 : La Grande Maguet de Roger Richebé
- 1948 : Scandale aux Champs-Élysées de Roger Blanc
- 1949 : Tous les deux de Louis Cuny
- 1949 : Mademoiselle de La Ferté de Roger Dallier
- 1949 : Monseigneur de Roger Richebé
- 1949 : Rendez-vous de juillet de Jacques Becker
- 1950 : Le Château de verre de René Clément
- 1950 : Folie douce de Jean-Paul Paulin
- 1950 : Justice est faite d'André Cayatte
- 1950 : Sans laisser d'adresse de Jean-Paul Le Chanois
- 1950 : Sous le ciel de Paris de Julien Duvivier
- 1951 : Caroline chérie de Richard Pottier
- 1951 : Identité judiciaire d'Hervé Bromberger
- 1951 : Buridan, héros de la Tour de Nesle d'Émile Couzinet
- 1951 : Drôle de noce de Léo Joannon
- 1951 : La nuit est mon royaume de Georges Lacombe
- 1951 : Le Plus Joli Péché du monde de Gilles Grangier
- 1951 : Trois Vieilles Filles en folie d'Émile Couzinet
- 1951 : Une histoire d'amour de Guy Lefranc
- 1952 : Adorables Créatures de Christian-Jaque
- 1952 : Violettes impériales de Richard Pottier
- 1953 : C'est... la vie parisienne d'Alfred Rode
- 1953 : Le Guérisseur d'Yves Ciampi
- 1953 : Madame de... de Max Ophüls
- 1953 : Quand tu liras cette lettre de Jean-Pierre Melville
- 1954 : Attila, fléau de Dieu - (Attila) de Pietro Francisci
- 1954 : Le Congrès des belles-mères d'Émile Couzinet
- 1954 : Le Secret de sœur Angèle de Léo Joannon
- 1956 : Je reviendrai à Kandara de Victor Vicas
- 1956 : La mariée est trop belle de Pierre Gaspard-Huit
- 1957 : La Nuit des suspectes de Victor Merenda
- 1957 : Passeport pour un entr'acte de Jean-Paul Rappeneau - court métrage -
- 1959 : Ramuntcho de Pierre Schoendoerffer
- 1959 : La Bête à l'affût de Pierre Chenal
- 1959 : Par-dessus le mur de Jean-Paul Le Chanois
- 1960 : Le Gigolo de Jacques Deray
- 1960 : Moderato cantabile de Peter Brook
- 1960 : Le Passage du Rhin d'André Cayatte
- 1960 : La Vérité de Henri-Georges Clouzot
- 1961 : L'assassin est dans l'annuaire de Léo Joannon
- 1962 : Les Abysses de Nico Papatakis
- 1963 : Cinq filles en furie de Max Pécas
- 1963 : Des pissenlits par la racine de Georges Lautner
- 1963 : Tre piger i Paris de Gabriel Axel
- 1964 : Les Amitiés particulières de Jean Delannoy
- 1964 : Le Vampire de Dusseldorf de Robert Hossein
- 1965 : Pas de caviar pour tante Olga de Jean Becker
- 1967 : Ballade pour un chien de Gérard Vergez
- 1968 : Goto, l'île d'amour de Walerian Borowczyk
- 1968 : Salut Berthe de Guy Lefranc
- 1969 : La Main noire de Max Pécas
- 1970 : Le Cœur fou de Jean-Gabriel Albicocco
- 1971 : Le Petit Matin de Jean-Gabriel Albicocco

### Télévision
- 1952 : Sous les yeux de verre de Gilles Margaritis
- 1953 : Le Chevalier de Maison-Rouge (Il cavaliere di Maison Rouge) de Vittorio Cottafavi (mini-série)
- 1954 : Une enquête de l'inspecteur Grégoire de Marcel Bluwal, épisode La Partie de cartes
- 1960 : Les Cinq Dernières Minutes, épisode Dernier cri, de Claude Loursais série
- 1962 : L'inspecteur Leclerc enquête, épisode : Haute Fidélité de Guy Lefranc
- 1964 : Commandant X - épisode : Le Dossier Londres de Jean-Paul Carrère
- 1965 : Le Bonheur conjugal de Jacqueline Audry
- 1966 : En votre âme et conscience, épisode : Le Secret de la mort de monsieur Rémy de  Jean Bertho
- 1970 : Isabelle (du roman d'André Gide), téléfilm de Jean-Paul Roux : la baronne
- 1970 : Rendez-vous à Badenberg, de Jean-Michel Meurice :
- 1973 : Les fleurs succombent en Arcadie de Jean Vernier

## Théâtre
- 1955 : Pygmalion de George Bernard Shaw, mise en scène Jean Marais, Théâtre des Bouffes-Parisiens